# Mechanisms
Mechanisms ist ein Jazzalbum des Trios Ballister, bestehend aus Dave Rempis, Fred Lonberg-Holm und Paal Nilssen-Love. Die am 24. November 2010 im The Hideout, Chicago, entstandenen Aufnahmen erschienen am 16. März 2012 auf Clean Feed Records, am 23. November 2016 als Download bei Catalytic Sound auf der Plattform Bandcamp.

## Hintergrund
Nach dem selbstproduzierten Debütalbum Bastard String, das Mitte 2010 im Chicagoer Veranstaltungsort The Hide Out mitgeschnitten wurde, nahm das Trio des Saxophonisten Dave Rempis, des Cellisten Fred Lonberg-Holm und Schlagzeugers Paal Nilssen-Love am selben Ort ihr zweites Album auf. Die drei Musiker setzten bis in die frühen 2020er-Jahre ihre Zusammenarbeit mit einer Reihe weiterer Veröffentlichungen fort, zuletzt mit dem Album Chrysopoeia, erschienen bei Not Two Records.

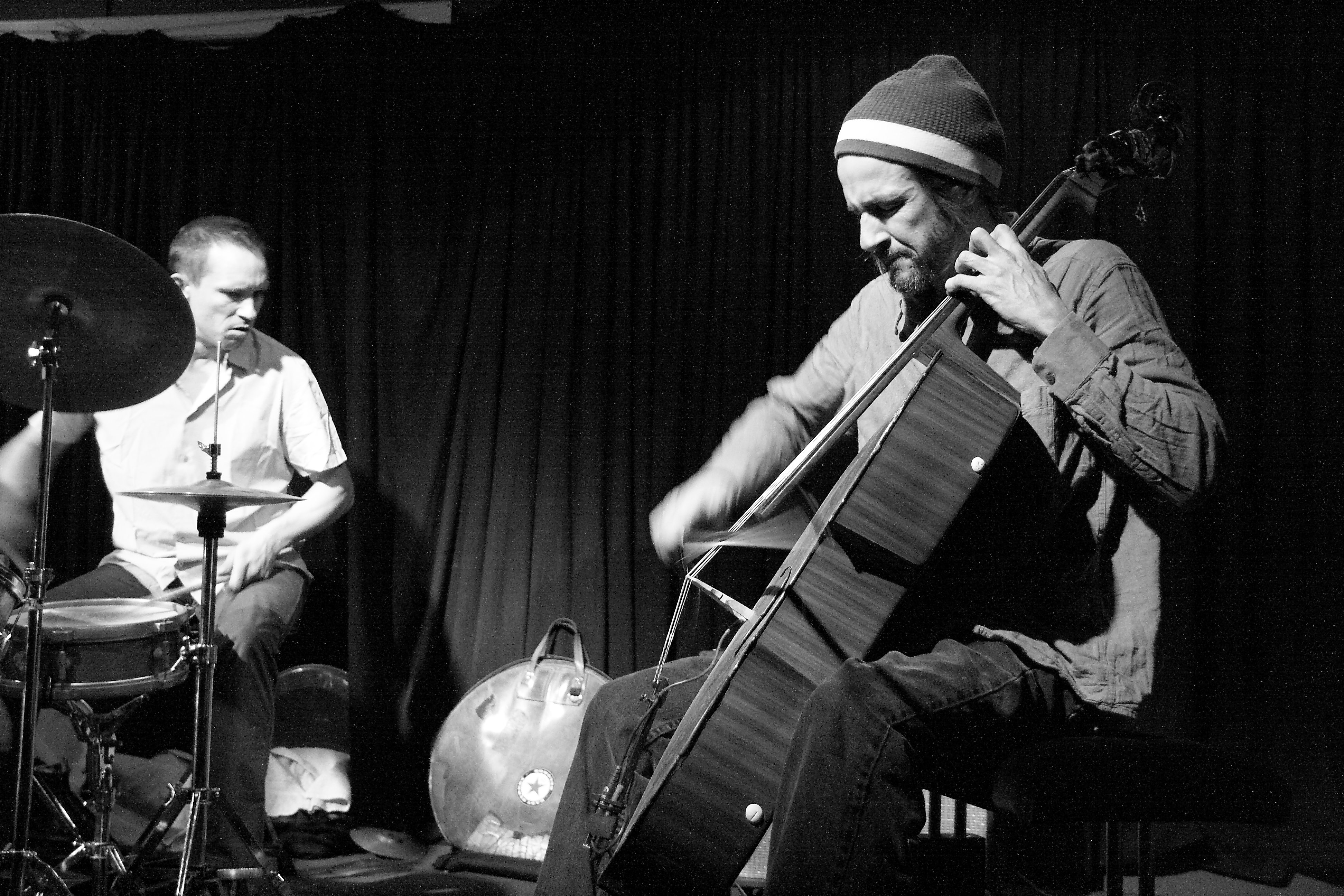
Paal Nilssen-Love & Fred Lonberg-Holm von Ballister im club W71, Weikersheim 2013

## Titelliste
- Ballister: Mechanisms (Clean Feed CF245CD)[1]

1. Release Levers	19:47
2. Caplock	16:35
3. Roller Nuts	28:19

## Rezeption

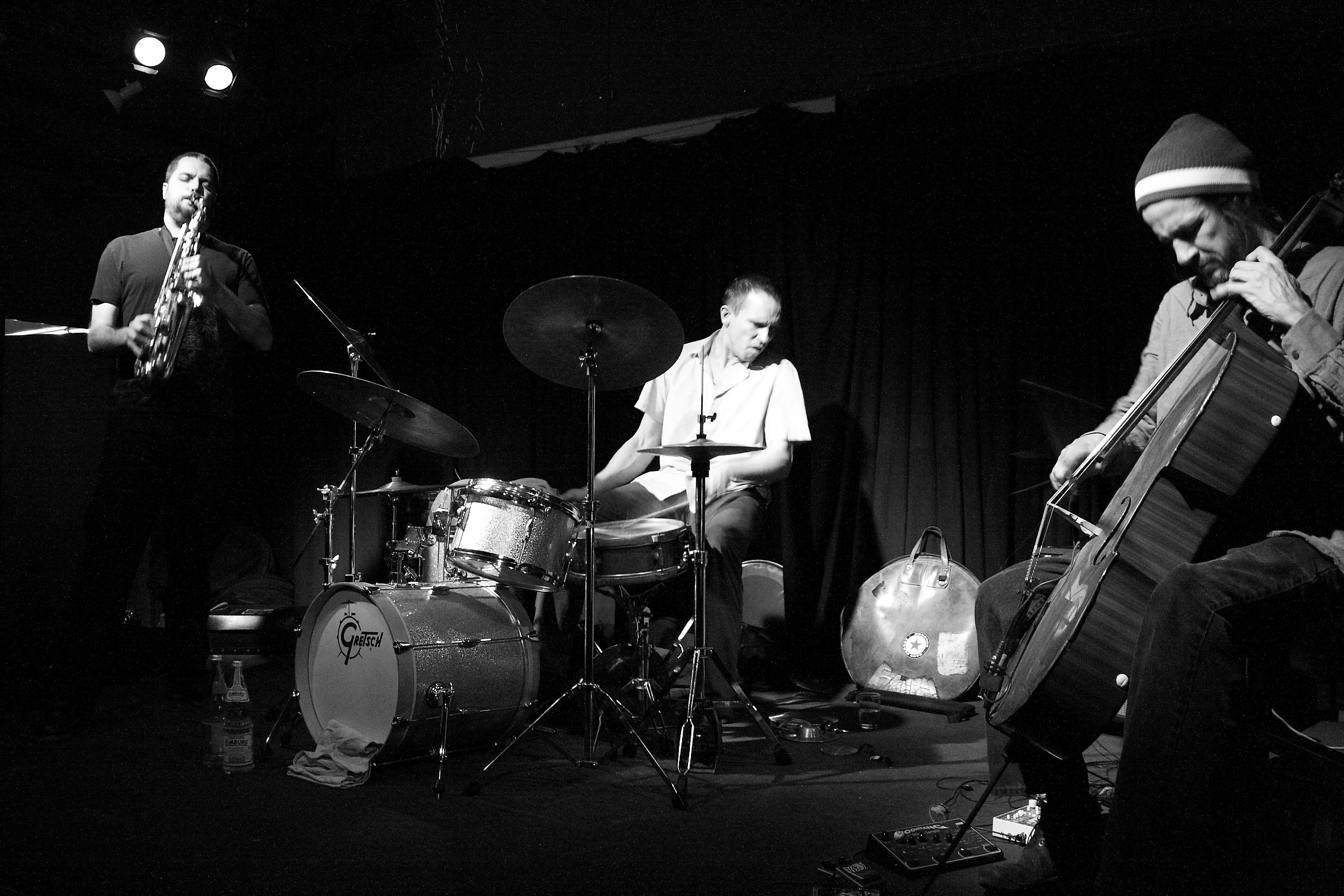
Dave Rempis, Paal Nilssen-Love & Fred Lonberg-Holm als Ballister im club W71, Weikersheim 2013.

Nach Ansicht von Glenn Astarita, der das Album in All About Jazz rezensierte, dürften die Gäste dieses Auftritts auf der Kante ihrer Sitze gesessen haben. Mit zwei herausragenden Protagonisten des Chicagoer Free-Jazz und dem skandinavischen Schlagzeughelden Paal Nilssen-Love übertreffe die dreiste und unerbittliche Spielhaltung des Trios oft die erwarteten Avantgarde-Paradigmen. Im 19-minütigen „Release Levers“ ´schaffe das Trio einen Fluss durch mikrotonale Dialoge und Texturen; dann springe das Stück in einen Rekonstruktionsprozess, währenddessen es zurück in die breite zeitliche Ebene aufsteige, beschleunigt durch die lautstarken klagenden Schreie und zerzausten Töne von Dave Rempis. Parallel kümmere sich der Cellist Fred Lonberg-Holm um die Bassparts und elektronischen Behandlungen inmitten seiner leidenschaftlichen Staccato-Linien.
In der italienischen Ausgabe von All About Jazz hieß es, drei außergewöhnliche Improvisatoren mit einem gemeinsamen prestigeträchtigen Nenner wie Ken Vandermark würden einen Auftritt darbieten, der eine scheinbar unkontrollierte Wut entfessle, die oft von der Überlagerung verzerrter Klänge dominiert werde, mit Momenten reiner Kakophonie, klanglichen Halluzinationen und harmonischen Zuckungen. Ein Klangsturm treffe den Zuhörer, der sich der unkontrollierten Perkussion von Paal Nilssen-Love, der wilden Akrobatik von Dave Rempis' Saxophonen, der Unberechenbarkeit des Cellos und der elektronischen Teufelei von Fred Lonberg-Holm ausgeliefert sieht. Das heiße Klima, das durch das anfängliche „Release Levers“ bestimmt und durch das abschließende „Roller Nuts“ (über 28 Minuten) auf ein apokalyptisches Niveau gebracht wurde, finde einen Moment der Ruhe in „Claplock“, einer Art Klangpuffer, um das Gehör zu schützen.